# 项光达
项光达，温州人，生于1958年，是青山控股集团的实际控制人。

## 生平
项光达1958年出生于浙江温州，大专学历。1980年项光达在一个国营的温州海洋渔业公司从事机械修理工。1988年项光达与张积敏成立浙江瓯海汽车门窗制造公司， 即青山控股的前身。
项光达1992年在德国考察以后，因汽车零件制造的业务长期不可持续，决定转型专注不锈钢生产。
1995年，项光达合伙创办了中国最早的民营不锈钢生产企业之一：浙江丰业集团有限公司。1999年，项光达退出了该公司。
1998年6月，项光达创办了浙江青山特钢有限公司。2003年，青山控股集团正式成立。
2019年，在福布斯中国400富豪榜中，项光达排名第311位，资产达到86.3亿元。
在2022年镍价逼空事件中，项光达有青山集团及其他控制的公司持有的仓位一度浮亏超过100亿美元。项光达通过个人担保避免在镍价5万美元左右结算，最终青山集团的亏损只有10亿美元左右。
2023年12月，项光达为实控人的瑞浦兰钧赴港上市，公司市值超过400亿港元。

## 家庭
妻子：何秀琴，新加坡国立大学EMBA。